# Ivar Kandapura, Bangalore North
Ivar Kandapura là một làng thuộc tehsil Bangalore North, huyện Bangalore Urban, bang Karnataka, Ấn Độ.